# North Haven (Connecticut)
North Haven – miasto w Stanach Zjednoczonych, w stanie Connecticut, w hrabstwie New Haven.